# Miroslav Rõškevitš
Miroslav Rõškevitš (Tallinn, 21 giugno 1986) è un calciatore estone, centrocampista del Kiviõli.

## Carriera

### Club
Rõškevitš ha giocato con la maglia del Levadia Tallinn, prima di passare all'Ajax Lasnamäe nel 2006. L'anno seguente, è tornato al Levadia Tallinn. A metà del 2008, è stato ingaggiato dal Kalev Sillamäe, mentre nel 2009 si è trasferito al Kalju Nõmme.
Nel 2010 ha fatto ritorno all'Ajax Lasnamäe, prima di accordarsi con i finlandesi dello HyPS nel 2011.30 marzo 2012, si è aggregato in prova ai norvegesi dello Staal. Successivamente è passato al Suðuroy, formazione faroese.